# Antonina Krivosjapka

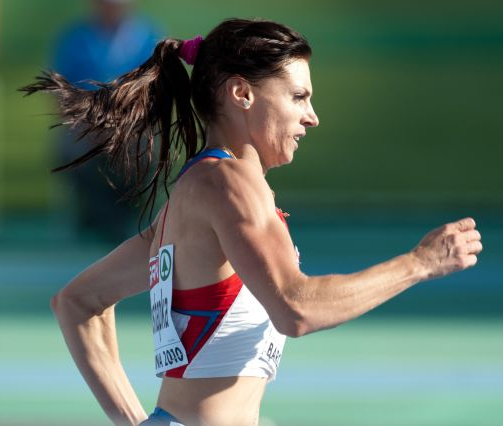
Antonina Krivosjapka in actie tijdens de EK in 2010, Barcelona.

Antonina Vladimirovna Krivosjapka (Russisch:Антонина Владимировна Кривошапка) (Rostov aan de Don, 21 juli 1987) is een Russische sprintster, die gespecialiseerd is in de 400 m. Haar beste prestaties boekte ze echter op de 4 x 400 m estafette. Ze nam eenmaal deel aan de Olympische Spelen en won hierbij één medaille.

## Biografie
In haar jeugd won Krivosjapka enkele medailles bij grote internationale jeugdwedstrijden. Zo won ze in 2003 een zilveren medaille bij de wereldkampioenschappen voor junioren B.
Haar doorbraak bij de senioren kwam in 2009. Dat jaar ving ze aan met het winnen van een gouden medaille bij de Russische indoorkampioenschappen. Vervolgens toonde ze haar goede vorm bij de Europese indoorkampioenschappen en pakte de Europese titel op de 400 m en de 4 x 400 m estafette. Later dat jaar nam ze bij de wereldkampioenschappen in Berlijn eveneens deel aan dezelfde disciplines. Individueel won ze op de 400 m een bronzen medaille. Met een tijd van 49,71 s eindigde ze achter de Amerikaanse Sanya Richards (goud; 49,00) en de Jamaicaanse Shericka Williams (zilver; 49,32). Op het estafettenummer moest met ze haar teamgenotes Anastasia Kapatsjinskaja, Tatjana Firova en Ljoedmila Litvinova als slotloopster genoegen nemen met een derde plaats in 3.17,83. Deze wedstrijd werd met ruime voorsprong gewonnen door het Amerikaanse estafetteteam in 3.17,83.
In 2010 nam Krivosjapka deel aan de Europese kampioenschappen in Barcelona. Op de 400 m won ze de bronzen medaille in een tijd van 50,10. Enkele dagen later won ze ook goud op de 4 x 400 m estafette (samen met Anastasia Kapatsjinskaja, Ksenia Oestalova en Tatjana Firova). Op de Olympische Spelen van 2012 in Londen nam ze deel aan de 400 m en de 4 x 400 m estafette. Individueel plaatse ze zich via de series (50,75) en de halve finale (49,81) voor de finale. Daar finishte ze met 50,17 op een zesde plaats. Bij het estafettelopen nam ze alleen deel aan de finale en behaalde met haar teamgenotes Joelia Goesjtsjina, Tatjana Firova en Natalja Antjoech een bronzen medaille. Met een tijd van 3.20,23 finishte ze achter de Amerikaanse estafetteploeg (goud; 3.16,87) en voor de Jamaicaanse estafetteploeg (brons; 3.20,95).
Krivosjapka evenaarde haar prestatie van 2009 op de 400 m bij de WK van 2013 in de hoofdstad van haar thuisland Rusland, Moskou. Ze veroverde wederom een bronzen medaille, ditmaal in een tijd van 49,78. Op de 4 x 400 m estafette ging het echter veel beter dan vier jaar eerder in Berlijn. Op dit onderdeel snelde Antonina Krivosjapka als slotloopster samen met Joelia Goesjtsjina, Tatjana Firova en Kseniya Ryzhova naar de gouden medaille. In de snelste jaartijd van 3.20,19 bleef het Russische viertal de Amerikaanse ploeg ditmaal 0,22 seconden voor.

## Titels
- Wereldkampioene 4 x 400 m estafette - 2013
- Europees kampioene 4 x 400 m estafette - 2010
- Europees indoorkampioene 400 m - 2009
- Europees indoorkampioene 4 x 400 m estafette - 2009
- Russisch kampioene 400 m - 2012
- Russisch indoorkampioene 400 m - 2009

## Persoonlijke records
Outdoor
| Onderdeel | Prestatie | Datum            | Plaats      |
| --------- | --------- | ---------------- | ----------- |
| 200 m     | 23,01 s   | 3 september 2013 | Rovereto    |
| 400 m     | 49,16 s   | 5 juli 2012      | Tsjeboksary |

Indoor
| Onderdeel | Prestatie | Datum            | Plaats    |
| --------- | --------- | ---------------- | --------- |
| 200 m     | 23,70 s   | 26 januari 2013  | Wolgograd |
| 300 m     | 36,38 s   | 1 februari 2009  | Moskou    |
| 400 m     | 50,55 s   | 14 februari 2009 | Moskou    |

## Palmares

### 400 m
Kampioenschappen
- 2003:  EYOD
- 2003:  WK junioren B - 53,54 s
- 2004: 5e in serie WJK - 55,05 s
- 2009:  EK indoor - 51,18 s
- 2009:  WK - 49,71 s
- 2010:  EK - 50,10 s
- 2011: 5e WK - 50,66 s
- 2012: 6e OS - 50,17 s (halve finale: 49,81)
- 2013:  WK - 49,78 s

Diamond League-podiumplekken
- 2013:  Memorial Van Damme – 50,51 s

### 4 x 400 m estafette
- 2009:  EK indoor - 3.29,12
- 2009:  WK - 3.21,64
- 2010:  EK - 3.21,26
- 2011:  WK - 3.19,36
- 2012:  OS - 3.20,23
- 2013:  WK - 3.20,19

1983: Walther, Busch, Koch, Rübsam ·
1987: Neubauer, Emmelmann, Schersing, Busch ·
1991: Ledovskaja, Dzjigalova, Nazarova, Bryzgina ·
1993: Torrence, Malone-Wallace, Kaiser-Brown, Miles-Clark ·
1995: Graham, Stevens, Jones, Miles-Clark ·
1997: Feller, Rohländer, Rücker, Breuer ·
1999: Tsjebykina, Gontsjarenko, Kotljarova, Nazarova ·
2001: Richards, Scott, Parris, Fenton ·
2003: Barber, Washington, Richards, Miles-Clark ·
2005: Petsjonkina, Krasnomovets, Antjoech, Pospelova ·
2007: Trotter, Felix, Wineberg, Richards ·
2009: Dunn, Felix, Demus, Richards ·
2011: Richards-Ross, Felix, Beard, McCorory ·
2013: Goesjtsjina, Firova, Ryzjova, Krivosjapka ·
2015: Day, Jackson, McPherson, Williams-Mills ·
2017: Hayes, Felix, Wimbley, Francis ·
2019: Francis, McLaughlin, Muhammad, Jonathas ·
2022: Diggs, Steiner, Wilson, McLaughlin ·
2023: Saalberg, Klaver, Peeters, Bol